# Lý Phượng Bưu
Lý Phượng Bưu (tiếng Trung giản thể: 李凤彪, bính âm Hán ngữ: Lǐ Fèng Biāo, sinh tháng 10 năm 1959, người Hán) là tướng lĩnh Quân Giải phóng Nhân dân Trung Quốc. Ông là Thượng tướng Quân Giải phóng Nhân dân Trung Quốc, Ủy viên Ủy ban Trung ương Đảng Cộng sản Trung Quốc khóa XX, khóa XIX, hiện là Chính ủy Chiến khu Tây Bộ. Ông nguyên là Tư lệnh Lực lượng Chi viện chiến lược; Phó Tư lệnh kiêm Tham mưu trưởng Chiến khu Trung Bộ; Quân đoàn trưởng Quân đoàn Nhảy dù 15.
Lý Phượng Bưu là đảng viên Đảng Cộng sản Trung Quốc, học vị Cử nhân Chiến lược học. Ông nhập ngũ năm 19 tuổi, từng tham gia cứu hộ các nạn nhân của sự kiện động đất Tứ Xuyên 2008 trong sự nghiệp quân đội của mình.

## Xuất thân và giáo dục
Lý Phượng Bưu sinh tháng 10 năm 1959 tại huyện An Tân, địa cấp thị Bảo Định, tỉnh Hà Bắc, Cộng hòa Nhân dân Trung Hoa, tốt nghiệp phổ thông ở quê nhà. Trong sự nghiệp quân đội, ông theo học Đại học Quốc phòng Trung Quốc, tốt nghiệp Cử nhân Chiến lược học, sau đó tiếp tục là nghiên cứu sinh sau đại học ở trường.

## Sự nghiệp

### Các thời kỳ
Mùa xuân năm 1978, Lý Phượng Bưu nhập ngũ Quân Giải phóng Nhân dân Trung Quốc khi 19 tuổi, lần lượt là chiến sĩ, giữ chức vụ tiểu đội trưởng, trung đội trưởng, đại đội trưởng, cán bộ tham mưu trung đoàn. Năm 2005, ông nhậm chức Sư đoàn trưởng Sư đoàn Nhảy dù 44 của Không quân, chỉ huy lực lượng này và được trao giải thưởng "Sĩ quan chỉ huy ưu tú" toàn quân Trung Quốc năm 2006. Năm 2007, ông được bổ nhiệm làm Tham mưu trưởng Quân đoàn Nhảy dù 15 (nay là Quân đoàn Nhảy dù Trung Quốc). Năm 2008, trong sự kiện động đất Tứ Xuyên, Lý Phượng Bưu nhận nhiệm vụ chỉ huy Quân đoàn Nhảy dù, thành lập đội cứu hộ đặc biệt để tham gia cứu trợ động đất ở Miên Trúc, Miên Dương, giải cứu một số thợ mỏ bị bao vây nhiều ngày, và được phong quân hàm Thiếu tướng vào năm đó. Tháng 4 năm 2011, Lý Phượng Bưu được bổ nhiệm làm Quân đoàn trưởng Quân đoàn Nhảy dù 15, sau đó được bầu làm Đại biểu Nhân Đại Trung Quốc khóa XII.

### Chiến khu
Tháng 12 năm 2014, Lý Phượng Bưu được thăng chức làm Phó Tư lệnh Quân khu Thành Đô, rồi đến cuối năm 2015, đầu năm 2016, khi cải tổ hệ thống quân khu thành chiến khu, ông được điều chuyển làm Phó Tư lệnh kiêm Tham mưu trưởng Chiến khu Trung Bộ, được thăng quân hàm lên Trung tướng vào tháng 7 năm 2016. Tháng 10 năm 2017, ông tham gia đại hội đại biểu toàn quốc, được bầu làm Ủy viên Ủy ban Trung ương Đảng Cộng sản Trung Quốc khóa XIX tại Đại hội Đảng Cộng sản Trung Quốc lần thứ 19. Tháng 4 năm 2019, ông được điều về trung ương, nhậm chức Tư lệnh Lực lượng Chi viện chiến lược, được phong quân hàm Thượng tướng vào tháng 12 cùng năm. Ngày 23 tháng 7 năm 2021, Quân ủy Trung ương điều chuyển và bổ nhiệm ông làm Chính ủy Chiến khu Tây Bộ. Giai đoạn đầu năm 2022, ông được bầu làm đại biểu tham gia Đại hội Đảng Cộng sản Trung Quốc lần thứ XX từ đoàn Quân Giải phóng và Vũ cảnh. Trong quá trình bầu cử tại đại hội, ông tái đắc cử là Ủy viên Ủy ban Trung ương Đảng Cộng sản Trung Quốc khóa XX.

## Lịch sử thụ phong quân hàm
| Quân hàm |             |             | Thượng tướng |  |  |  |  |  |  |  |  |
| Cấp bậc  | Thiếu tướng | Trung tướng | Thượng tướng |  |  |  |  |  |  |  |  |
|          |             |             |              |  |  |  |  |  |  |  |  |